# Байчетич, Стефан
Стефан Байчетич Макьейра (исп. Stefan Bajčetić Maquieira; родился 22 октября 2004, Виго, Испания) — испанский футболист, опорный полузащитник английского клуба «Ливерпуль».

## Клубная карьера
Байчетич является воспитанником «Сельты», в декабре 2020 года присоединился к английскому «Ливерпулю». Летом 2022 года он поехал вместе с основной командой клуба на предсезонные сборы. Дебютировал в Премьер-лиге 27 августа 2022 года в матче против «Борнмута». 26 декабря 2022 года Байчетич забил свой первый гол в профессиональной карьере, отличившись в матче чемпионата Англии против клуба «Астон Вилла». Он также стал третьим самым молодым автором гола в истории «Ливерпуля» в Премьер-лиге. В марте 2023 года Байчетич получил травму, из-за которой пропустил остаток сезона 2022/23. Таким образом закончился его первый сезон в профессиональной карьере, в котором он провёл 19 матчей и забил 1 гол.
30 августа 2024 года Байчетич на правах аренды перешёл в австрийский клуб «Ред Булл Зальцбург» до конца сезона 2024/25.

## Карьера в сборной
В 2021 году Байчетич выступал за национальную сборную Испании возрастом до 18 лет. Он также имеет право выступать за национальную сборную Сербии, откуда родом его отец.